# Rhynchospermum verticillatum
Rhynchospermum verticillatum là một loài thực vật có hoa trong họ Cúc. Loài này được Reinw. ex Reinw. miêu tả khoa học đầu tiên năm 1825.